# Je rêve en enfer
Singles de Jena Lee
Du style
(2010) Éternise-moi
(2010)
Pistes de Ma référence
US Boy Ma référence
Je rêve en enfer est un single de la chanteuse franco-chilienne Jena Lee, paru originellement dans l'album Vous remercier puis ressorti en featuring avec Orelsan en 2010 dans l'album Ma référence.